# Młynarki

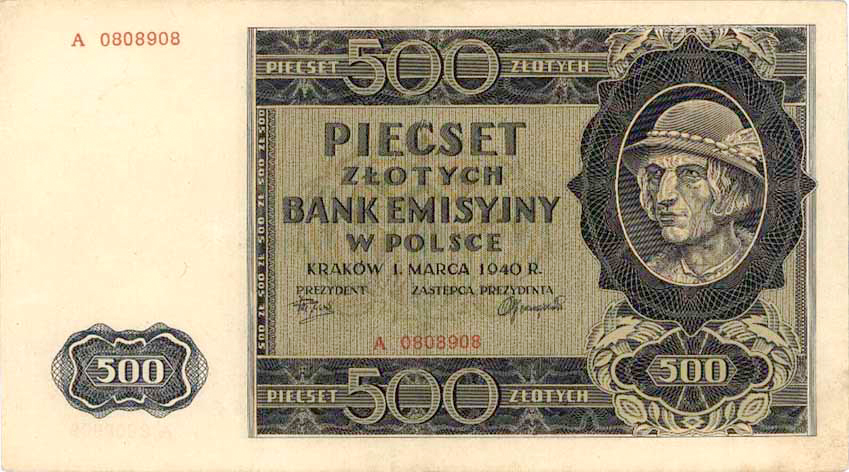
Okupacyjna młynarka 500 złotych z 1940, tak zwany „góral”

Młynarki (również złoty krakowski) – popularna nazwa banknotów emitowanych w Generalnym Gubernatorstwie w czasie okupacji niemieckiej podczas II wojny światowej przez podporządkowany niemieckim władzom okupacyjnym Bank Emisyjny w Polsce. Młynarki znajdowały się w obiegu wyłącznie na terenie Generalnego Gubernatorstwa i zostały wycofane z obiegu w latach 1944–1945. Nazwa „młynarki” pochodzi od nazwiska dyrektora Banku Feliksa Młynarskiego.

## Góral
Od nazwy banknotu o nominale 500 złotych z podobizną głowy górala (tak zwany „góral”) pochodzi nazwa jednej z najgłośniejszych akcji zbrojnych polskiego podziemia – Akcja Góral podczas której żołnierze Kedywu uprowadzili w centrum Warszawy niemiecki samochód przewożący pieniądze. 
Ponadto „góral” był tak zwaną minimalną jednostką korupcyjną wobec okupanta, uwiecznioną w słowach piosenki pod tytułem Siekiera, motyka o treści: Siekiera, motyka, piłka, gwóźdź – masz górala i mnie puść.